# Berberis victoriana
Berberis victoriana là một loài thực vật có hoa trong họ Hoàng mộc. Loài này được D.F.Chamb. & C.M.Hu mô tả khoa học đầu tiên năm 1985.